# Кинофестиваль БРИКС

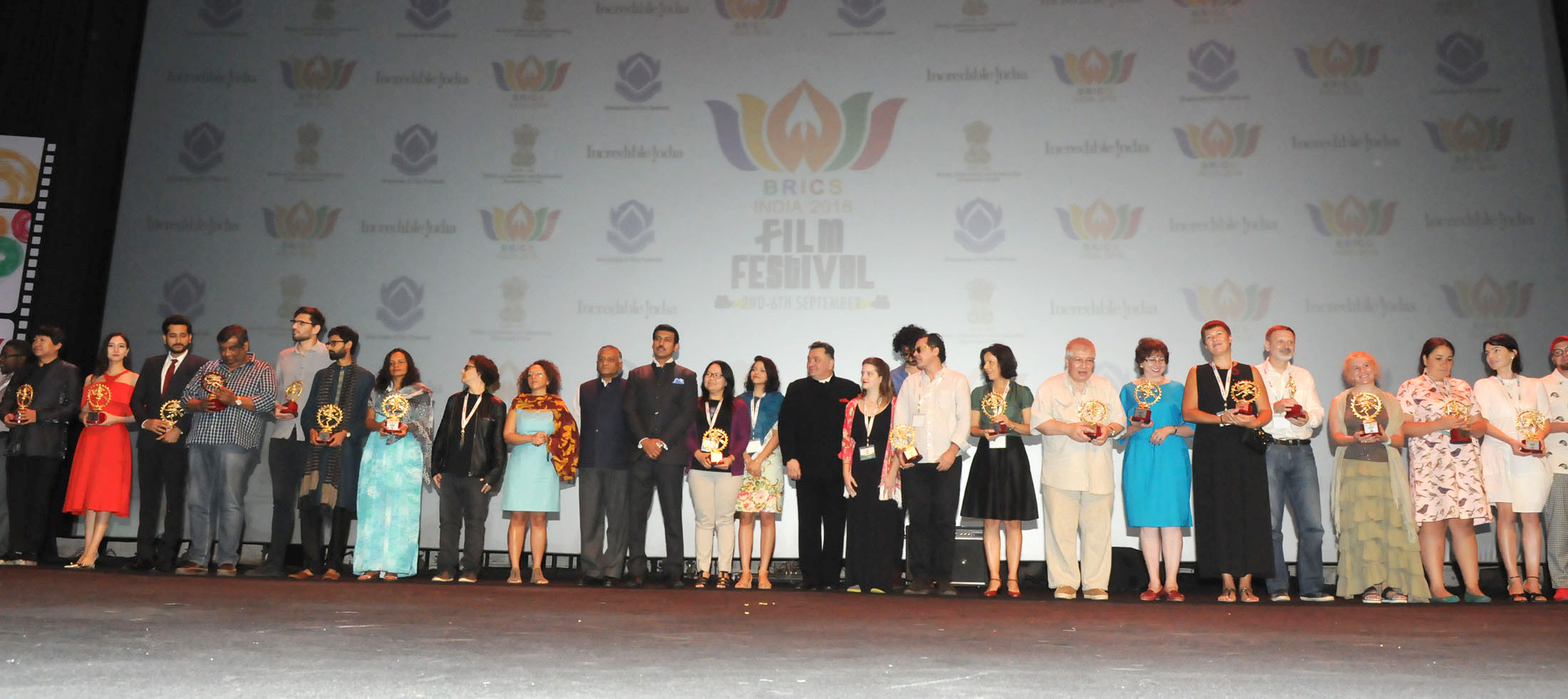
Лауреаты I кинофестиваля БРИКС

- 2016 — «Тхитхи»
- 2017 — «Низе, сердце безумия»
- 2018 — «Ньютон»
- 2019 — «Ваш репетитор»
- 2020 — «Поппи Нонгена»
- 2021 — «Баракат»
- 2022 — «Битва на озере Чанцзинь»
- 2024 — «Жокей пустыни» /

Кинофестиваль БРИКС — кинофестиваль, с 2016 года совместно организуемый странами БРИКС.
Ежегодно проводится страной председательствующей в БРИКС: в Индии в Дели в 2016 и 2021 годах, в Китае в Чэнду в 2017 и в Шанхае в 2022, в Дурбане в ЮАР в 2018 году, в Нитероe в Бразилии в 2019 году, в Москве в России в 2020 и 2024 годах.
Фестиваль является платформой для продвижения культурных обменов между странами БРИКС и является частью ежегодной серии саммитов БРИКС.
По словам киноведа Кирилла Разлогова проведение кинофестиваля служит цели создания альтернативы западной модели кинофестивалей.
Фильмы программы кинофестиваля представляются странами-участницами, так фильмы от России отбираются Национальной академии кинематографических искусств и наук России (нередко фигурирующей под условным названием присуждаемой ею ежегодно премии «Золотой орел»).
Идею проведения кинофестиваля стран БРИКС предложил премьер-министр Индии Нарендра Моди на саммите БРИКС в Уфе в июле 2015 года.
Ранее в столице Индии уже проводился в 2012 году приуроченный к IV саммиту БРИКС в Нью-Дели, и в 2013 и 2014 годах Кинофестиваль «БРИКС—Ченнаи», организованный отделением Российским центром науки и культуры в Ченнаи совместно с Индийским фондом развития кино (ИФРК) при поддержке Генерального консульства РФ и Посольств Бразилии, Китая и ЮАР, но это были внеконкурсные показы фильмов БРИКС, так в 2013 показывались фильмы «Дом» (Россия), «Шанхайская триада» (Китай), «Год, когда мои родители уехали в отпуск» (Бразилия), «Вчера» (ЮАР), «Оасс» (Индия).

## Призы и номинации

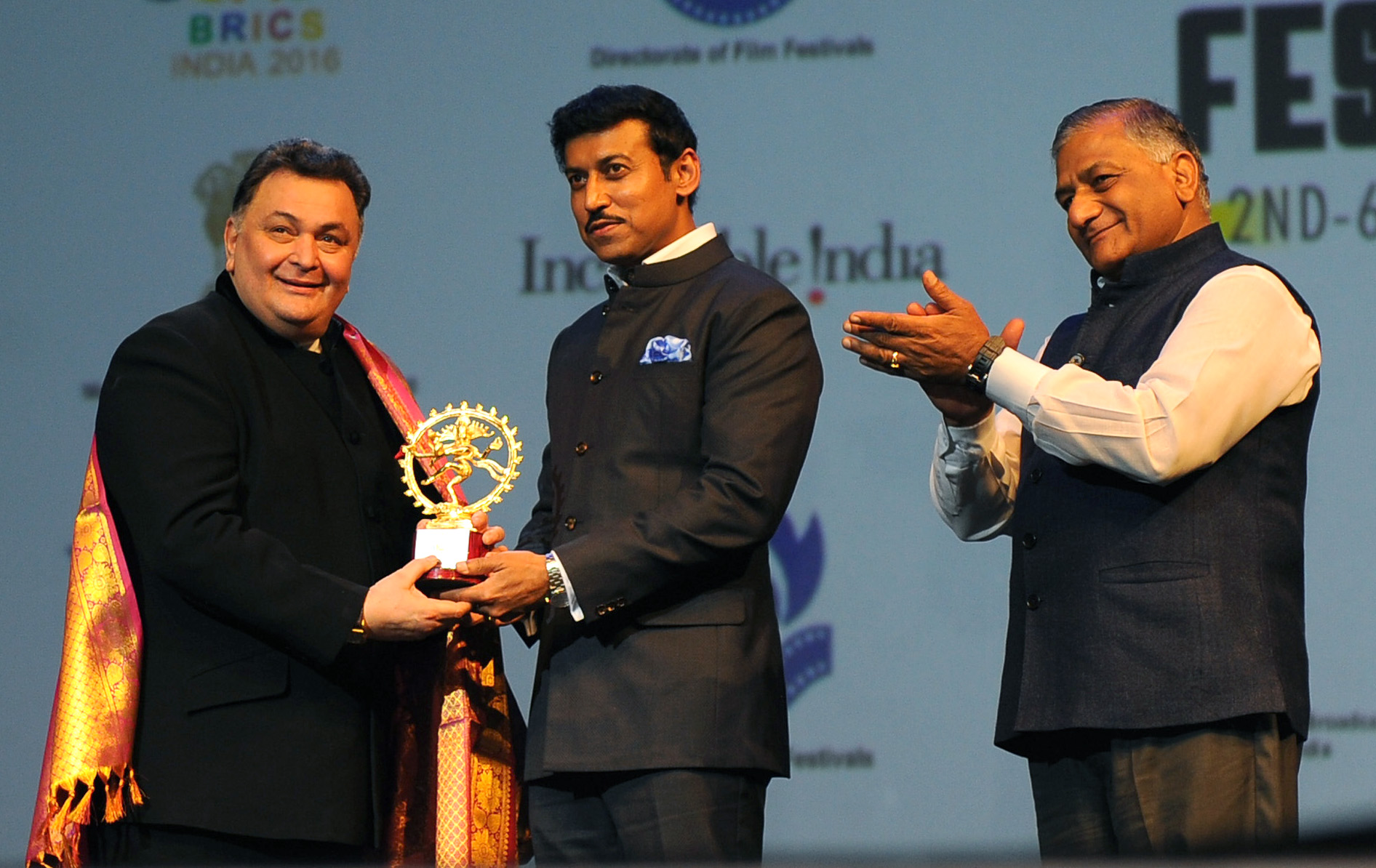
I кинофестиваль БРИКС, 2016 год, индийскому актёру Риши Капуру вручает приз Министр информации и телерадиовещания Индии Раджьявардхан Ратхор, справа — Министр иностранных дел Индии В. К. Сингх

Единого приза у кинофестиваля нет, в 2017 году на кинофестивале в Китае он назывался премией «Панда», в 2018 году в ЮАР призом была статуэтка «Золотой носорог», аналог «золотого носорога» найденного в парке Мапунгубве, на проводимых кинофестивалях в России в 2020 и 2024 годах призом были статуэтки в виде катушки с киноплёнкой.
Победители определяются в пяти категориях: «Главный приз за лучший фильм», «Специальный приз жюри», «Приз за лучшую режиссёрскую работу», «Приз за лучшую мужскую роль», «Приз за лучшую женскую роль».
На первых фестивалях 2016 и 2017 годах жюри дополнительно присваивало дипломы, а в 2020 году приняло решение вручить два приза за лучшую женскую роль и отказаться от присуждения награды за мужскую роль.
Исключениями стали 2018 и 2019 годы, когда в ЮАР, по словам члена жюри от России Кирилла Разлогова, «получилась изввестная девальвация наград» поскольку на 10 конкурсных фильмов было 12 призов. А в Бразилии было лишь два приза — Приз жюри «Лучший фильм» и Приз зрительских симпатий.

## По годам

### 2016 — I
2 по 6 сентября столице Индии Нью-Дели в преддверии проходящего в Индии, председательствующей в БРИКС, VIII саммита БРИКС.
Местом проведения кинофестиваля стал кинозал «Siri Fort Auditorium».
Конкурсная программа включала 20 фильмов — по четыре от каждой страны БРИКС:
- Бразилия — «Между долинами» («Entre Vales)» и другими
- Россия — «Битва за Севастополь» Сергея Мокрицкого, «Про любовь» Анны Меликян, «Самый лучший день» Жоры Крыжовникова, «14+» Андрея Зайцева.
- Индия — «Тхитхи» (Thithi), «Синемавала» (Cinemawala), «Бахубали: Начало» и «Баджирао и Мастани».
- Китай — «Сюань Цзан» (大唐玄奘), «Песнь Феникса» («百鸟朝凤»), «Убирайся немедленно, господин Опухоль!» («滚蛋吧！肿瘤君») и «Книга любви» («北京遇上西雅图之不二情书»).
- ЮАР — «Калуши: история Соломона Махлангу» и другими

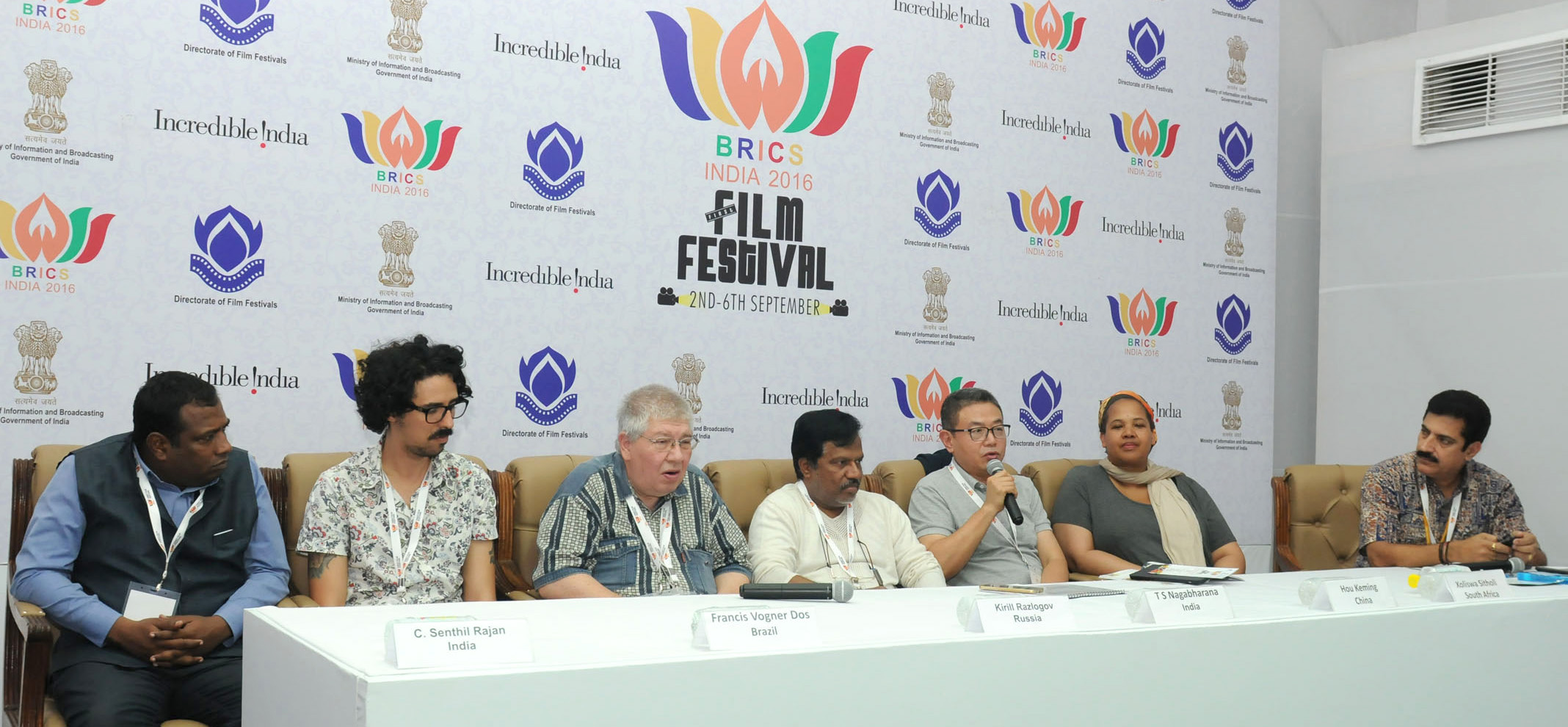
члены жюри I кинофестиваля БРИКС

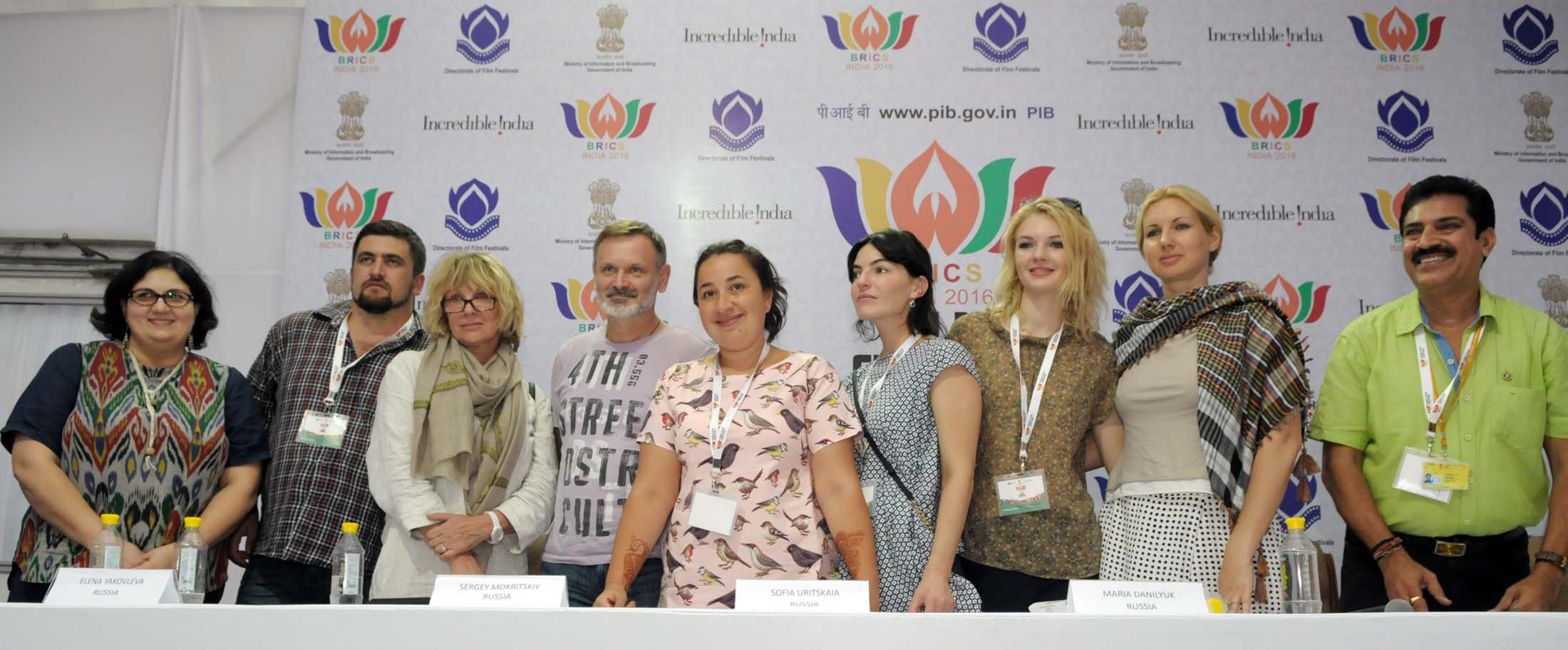
делегация от России: режиссёр фильма «Битва за Севастополь» Сергей Мокрицкий, актрисы Елена Яковлева, Мария Данилюк, продюсер фильма «14+» София Урицкая

Жюри: от Индии режиссёр Т. С. Нагабхарана (председатель), от России киновед Кирилл Разлогов, от Бразилии кинокритик Франсис Вогнер, от Китая прфоессор Хоу Кэмин, от ЮАР актриса и режиссёр-документалист Холисва Ситхоул.
Как отметил Кирилл Разлогов, единогласно жюри присудило две премии: индийский фильм «Тхитхи» был признан лучшим фильмом, а Юлии Пересильд — лучшей актрисой (за роль снайпера в «Битва за Севастополь»), по остальным кандидатам были разногласия, жюри старалось соблюсти «политкорректность» и распределило пять призов на пять стран, поэтому чтобы отразить достоинства двух фильмов решили присудить ещё два диплома.
Призы:
- Лучший фильм — «Тхитхи» (Thithi) режиссёра Раама Редди (Индия)
- Лучшая женская роль — Юлии Пересильд за роль в фильме «Битва за Севастополь» (Россия)
- Лучшая мужская роль — Тхабо Раметси (Thabo Rametsi) за роль в фильме «Калуши: история Соломона Махлангу» (ЮАР)
- Лучшая режиссура — Хо Цзяньци (Huo Jianqi) за фильм «Сюань Цзан» (Xuanzang) (Китай)
- Специальный приз жюри — фильму «Между долинами» («Entre Vales)» Филиппа Барчински (Бразилия)
- Диплом жюри — дебютному фильму «14+» начинающего режиссёра Андрея Зайцева (Россия)
- Диплом жюри — последнему фильму «Песнь Феникса» («百鸟朝凤») режиссёра У Тяньминя (Китай)

Источники

### 2017 — II
С 23 по 27 июня в городе Чэнду, столице провинции Сычуань, Китай.
Проведение было организовано Главным государственным управлением КНР по делам печати, издательств, радиовещания, кинематографии и телевидения и Народным правительством провинции Сычуань.
Фестиваль быль разделён на пять дней, по количеству стран-участниц. Каждая страна представляла свои проекты в специально отведённый для этого день национального кино.
Каждая страна-участница БРИКС направила на форум по шесть картин, две из которых участвовали в конкурсной программе:
- Бразилия — «Низе, сердце безумия» («Nise: O Coração da Loucura») и «Вторая мать» (Que Horas Ela Volta?
- Китай — «Операция «Меконг»» (湄公河行动) и «Родственная душа» («七月与安生»)
- Россия — «28 панфиловцев» и «Монах и бес»
- Индия — «Черепаха» (कासव) и «Девушка озера» (Loktak Lairembee)
- ЮВР — «Ужас железного топора» и «Аянда» («Ayanda»)

Жюри: режиссёр Фэй Се (谢飛, Китай, председатель), Эдоардо Валенте (Бразилия), режиссёр Сергей Мокрицкий (Россия), Нираканта Редди (Индия) и Солисва Сисол (ЮАР).
Фильмы оценивались в номинациях «лучший фильм», «лучший актёр», «лучшая актриса», «лучший режиссёр», «специальный приз жюри», также была вручена награда за вклад в развитие искусства.
Призёры:
- Лучший фильм — «Низе, сердце безумия» («Nise: O Coração da Loucura») режиссёра Роберто Берлинера (Бразилия)
- Лучший режиссёр — Ким Дружинин и Андрей Шальопа за фильм «28 панфиловцев» (Россия)
- Лучшая женская роль — Чжоу Дунъюй, за главную роль фильме «Родственная душа» / «七月与安生» (Китай)
- Лучшая мужская роль — Алок Раджвад (Alok Rajwade), главную роль в филмье «Черепаха» (कासव) (Индия)
- Специальный приз жюри — разделили Сара Блечер за фильм «Аянда» («Ayanda», ЮАР) и картина Анны Муйлаерт «Вторая мать» («Que Horas Ela Volta?», Бразилия)
- Приз за вклад в киноискусство — работе бразильского режиссёра Уолтера Саллеса

Отдельно приз «За художественные заслуги» получил сборник короткометражных фильмов «Куда ушло время?» (Where Has the Time Gone?), снятый пятью режиссёрами из пяти государств, входящих в БРИКС, в которой пять режиссёров рассказывают одну и ту же историю с разных культурных точек зрения.
Источники

### 2018 — III
III кинофестиваль стран БРИКС проходил с 23 по 30 июля в городе Дурбан в ЮАР, и в преддверии X саммита БРИКС в Йоханнесбурге под председательством ЮАР.
Организационно проводился в рамках 39-го Международного кинофестиваляя в Дурбане, большинство гостей и участников того и другого мероприятия жили в одном отеле, где проходила и бизнес-программа Дурбанского фестиваля, и дискуссии в рамках фестиваля БРИКС.
В конкурсной программе 10 фильмов из России, Китая, Индии, Бразилии и ЮАР, по две картины от каждой страны. ЮАР показала жестокий «вестерн» на африканском материале «Пять пальцев для Марселя» (Five Fingers for Marseilles) и спортивную драму «По ту сторону реки». Китай — авантюрную ленту с Джеки Чаном «Кунг-фу йога» и любовную мелодраму «Я принадлежу тебе». Бразилия — социальную и личную драму «Арабия» («Arábia») и реконструкцию подлинных событий «Габриэль и гора» («Gabriel e a Montanha») о гибели молодого путешественника в Непале. Россия была представлены в конкурсе фильмами «Время первых» и «Как Витька Чеснок вез Леху Штыря в дом инвалидов».
По словам члена жюри от России Кирилла Разлогова — в этом году «получилась известная девальвация наград», поскольку на 10 конкурсных фильмов было 12 призов в номинациях: «Лучший фильм», «Лучший продюсер», «Лучший режиссёр», «Лучший сценарий», «Лучший актёр», «Лучшая актриса», «Лучший актёр второго плана», «Лучшая актриса второго плана», «Лучший монтажёр», «Лучшая операторская работа», «Лучшая музыка», Специальный приз жюри.
Призёры:
- Лучший фильм — «Ньютон» / «Newton» (Индия)
- Лучший продюсер -
- Лучший режиссёр — Александр Хант, фильм «Как Витька Чеснок вёз Лёху Штыря в дом инвалидов» (Россия)
- Лучший сценарий — «Арабия» («Arábia») (Бразилия)
- Лучший актёр -
- Лучшая актриса — Бханита Дас (Bhanita Das), за роль в фильме «Деревенские рок-звёзды» (Индия)
- Лучший актёр второго плана — Владимир Ильин за «Время первых» (Россия)
- Лучшая актриса второго плана — Бай Байхэ (Bai Baihe), за роль в фильме «Я принадлежу тебе» / 从你的全世界路过 (Китай)
- Лучший монтажер -
- Лучшая операторская работа -
- Лучшая музыка — «Арабия» («Arábia») (Бразилия)
- Специальный приз жюри — «Деревенские рок-звёзды» (Village Rockstars) (Индия)

Источники

### 2019 — IV
IV кинофестиваль стран БРИКС прошёл с 23 сентября по 9 октября 2019 года в городе Нитерой, штат Рио-де-Жанейро, Бразилия, организован Федеральным университетом Флуминенсе (UFF), в состав которого входит и одна из самых знаменитых киношкол страны.
В конкурсной программе участвовало 9 фильмов, из которых только 7 художественных, от пяти стран-участниц: от Бразилии фильм «Молодые Бауманы» («Os Jovens Baumann») и «Дети Макунаимы» («Filhos de Macunaíma»), от России фильмы «Царь-птица» и «Ваш репетитор», от Индии фильмы «Тарих» («Tarikh») и «Алоруккам» («Aalorukkam»), от Китая фильмы «Сколько я буду любить тебя» /«How Long Will I Love U» и анимационный фильм «Белая змея» («白蛇»), от ЮАР документальный фильм «Когда дети не появляются на свет».
Были лишь две номинации: «Лучший фильм», определяемый жюри, и «Приз зрительских симпатий». В жюри четвёртого кинофестиваля от России входил киновед Кирилл Разлогов.
Призы:
- Приз жюри «Лучший фильм» — «Ваш репетитор» (Россия)
- Приз зрительских симпатий- «Сколько я буду любить тебя» /«超时空同居», (Китай)

Источники

### 2020 — V
Проходил с 1 по 7 октября 2020 года в рамках 42-го Московского международного кинофестиваля. Церемония открытия прошла в театре «Россия» и началась с выступления официального представителя МИД России Марии Захаровой. Показы фильмов шли в посмотреть в киноконцертном зале «Октябрь», а также кинотеатрах сети «Москино».
В условиях пандемии организаторам пришлось отказаться от спецпрограмм и ретроспектив, оставив лишь основной конкурс и кинофорум на тему «Кинотеатры стран БРИКС как альтернатива Голливуду».
В конкурсе фестиваля участвовали 10 картин — по две от каждой страны — Бразилии, России, Индии, Китая и ЮАР:
- «В клочья» («In Pieces»), режиссёр Руи Герра, Бразилия
- «Молчание дождя» («O Silêncio da Chuva»), режиссёр Даниэль Филью, Бразилия
- «1956, Центральный Траванкор» («Malayalam: 1956»), режиссёр Дон Палатхара, Индия
- «Бирьяни» («Biriyaani»), режиссёр Саджин Баабу, Индия
- «Красный призрак», режиссёр Андрей Богатырев, Россия
- «Назад в степь к сарматам», режиссёр Александр Прошкин, Россия
- «Мулин, Вэймин и Имин» (All About ING), режиссёр Хаун Цзы, Китай
- «Субботний роман» («Saturday Fiction»), режиссёр Лоу Е, Китай
- «Поппи Нонгена» («Poppie Nongena»), режиссёр Христиан Олваген, ЮАР
- «Спасение» (SALVATION), режиссёр Кармен Сангион, ЮАР

В состав жюри вошли эксперты, номинированные Посольствами пяти стран.
Жюри: от России кинорежиссёр Сергей Мокрицкий (председатель), Бразилию представляла Генеральный директор TV BRICS Жанна Толстикова, Индию представляла второй секретарь Посольства Индии в Москве Махима Сиканд, от Китая в жюри Чжан Цзинчэн, ЮАР представлял временный Поверенный в делах посольства ЮАР Мадивха Аарон Мудимели.
Победители определялись в пяти категориях: «Главный приз за лучший фильм», «Специальный приз жюри», «Приз за лучшую режиссёрскую работу», «Приз за лучшую мужскую роль», «Приз за лучшую женскую роль». Однако, жюри приняло решение вручить два приза за лучшую женскую роль и отказаться от присуждения награды за мужскую роль.
Призы:
- Лучший фильм — «Поппи Нонгена» / «Poppie Nongena», режиссёр Кристиан Ольваген (ЮАР)
- Лучшая режиссёрская работа — Лоу Е (Lou Ye), фильм «Субботний роман» / «Saturday Fiction» (Китай)
- Лчшее исполнение женской роли — Кани Кушрути (Kani Kusruti), фильм «Бирьяни» / «Biriyaani» (Индия)
- Лучшее исполнение женской роли — Талита Караута (Thalita Carauta) «Молчание дождя» / «O Silêncio da Chuva» (Бразилия)
- Специальный приз жюри — «Красный призрак», режиссёр Андрей Богатырев (Россия)

Источники

### 2021 — VI
VI Кинофестиваля стран БРИКС проходил 20-28 ноября 2021 года в рамках 52-го Индийского международного кинофестиваля.
В основном конкурсе участвовало 20 фильмов, по четыре от каждой из страны БРИКС, так от России представлены на конкурс фильмы: «Т-34» Алексея Сидорова, и «Одесса» Валерия Тодоровского, «Доктор Лиза» Оксаны Карас и «Надо мною солнце не садится» Любови Борисовой.
Жюри состояло из 5 человек, по одному от каждой страны БРИКС, председателем был индийский режиссёр Рахул Равайл, от России в жюри — кандидат исторических наук, начальник отдела разработки и апробации методик кинопросвещения ВГИКа Нина Кочеляева.

В процессе работы мы поняли, что, хотя мы принадлежим к разным культурам, когда мы смотрим фильмы, мы все одинаковы. Именно таким и должен быть этот мир.— председатель жюри индийский режиссёр Рахул Равайл
Жюри приняло решение о присуждении наград в пяти категориях. Награды вручал министр Министерства информации и телерадиовещания Индии Анураг Тхакур.
Призёры:
- Лучший фильм — «Баракат» режиссёра Эми Джефты (ЮАР) и «Надо мною солнце не садится» режиссёра Любови Борисовой (Россия)
- Приз за лучшую режиссуру — Лусия Мурат (Lúcia Murat), фильм «Ана» / «Ana. Sem Título» (Бразилия)
- Приз за лучшую мужскую роль — Дхануш, за роль в фильме «Асуран» (Индия)
- Приз за лучшую женскую роль — Лара Болдорини, за роль в фильме «На колёсах» (Бразилия)
- Специальный приз жюри — «Маленький красный цветок» (送你一朵小红花) режиссёр Ян Хань (Китай)

Источники

### 2022 — VII
Фестиваль в этом году был организован Управлением кинематографии Китая и Шанхайским международным центром кино- и телефестивалей и проходил в рамках Шанхайского кинофестиваля.
В конкурсную программу вошли 10 фильмов, по два из Китая, ЮАР, Бразилии, России и Индии:
- «Сол» / «Sol» (Бразилия)
- «4 × 100 - бег к мечте» / «4 × 100 — Correndo por um Sonho» (Бразилия)
- «Апарахито» / «Aparajito» (Индия)
- «Годавари» / «Godavari» (Индия)
- «Битва на озере Чанцзинь» (Китай)
- «Хороший вид» / «奇蹟·笨小孩» (Китай)
- «Одиннадцать молчаливых мужчин» (Россия)
- «Првый Оскар» (Россия)
- «Новый материал» / «New Material» (ЮАР)
- «Тандо» / «Thando» (ЮАР)

Жюри: китайская сценарист и вице-председатель Китайской киноассоциации Су Сяовэй (председатель), от ЮАР кинопродюсер Танди Дэвидс, от Бразилии исполнительный директор Международного кинофестиваля Рио-де-Жанейро Ильда Сантьяго, от России кандидат исторических наук, начальник отдела разработки и апробации методик кинопросвещения ВГИКа Нина Кочеляева, от Индии кинопродюсер Нила Мадхаб Панда.
Призёры:
- Лучший фильм — «Битва на озере Чанцзинь» (Китай)
- Лучший режиссёр — Алексей Пиманов, фильм «Одиннадцать молчаливых мужчин» (Россия)
- Лучший актёр — Ромуло Брэга (Rômulo Braga), за роль в фильме «Сол» / «Sol» (Бразилия)
- Лучшая актриса — Зикхона Бали (Zikhona Bali), за роль в фильме «Тандо» / «Thando» (ЮАР)
- Специальный приз жюри — «Апарахито» / «Aparajito» режиссёра Аника Дутты (Индия)

Источники

### 2024 — VIII
VIII кинофестиваль БРИКС прошёл с 19 по 23 апреля 2024 года, в дни проведения 46-го Московского международного кинофестиваля.
В этом году на кинофестивале помимом стран БРИКС — Бразилии, России, Индии, Китая и Южной Африки, также участоввали приглашённая страна Египет и страна-наблюдатель Иран.
Всего в конкурсе было представлено 7 картин из России, Китая, Индии, Саудовской Аравии, Египта, ЮАР и Ирана:
- «Пуреза» режиссёра Ренато Барбиери (Бразилия)
- «Ненормальный» режиссёра Ильи Маланина (Россия)
- «Примитив» режиссёра Амитаба Чатерджи (Индия)
- «Шаг к мечте: раз и навсегда» (熱烈) режиссёра Дун Чэнпэна (Китай)
- «Сэкондс» режиссёра Лизе Куна (ЮАР)
- «Жокей пустыни» режиссёр Абу Бакра Шауки (Саудовская Аравия, Египет)
- «Крысиная дыра» режиссёра Моххамеда Эль-Саммана (Египет)
- «После ухода» режиссёра Реза Неяти (Иран)

Жюри: Алексей Пиманов (председатель), актриса из ЮАР Флоренс Масебе, продюсер из Эфиопии Йиргашева Тешоме Амаре, китайский кинокритик президент Китайской ассоциации кинокритиков Жао Шугуан, первая женщина-режиссёр ОАЭ Найла Аль-Хаджа (Nayla Al Khaja).
Призёры:
- Лучший фильм — «Жокей пустыни» режиссёра Абу Бакра Шоки (Abu Bakr Shawky) (Саудовская Аравия, Египет)
- Приз за лучшую женскую роль — Рана Хаттаб за фильм «Крысиная дыра» (Rat Hole) Моххамеда Эль-Саммана (Египет)
- Приз за лучшую мужскую роль — Александр Яценко за фильм «Ненормальный» режиссёра Ильи Маланина (Россия)
- Приз за лучшую режиссёрскую работу — Абу Бакр Шоки (Abu Bakr Shawky) за фильм «Жокей пустыни» (Саудовская Аравия, Египет)
- Специальный приз жюри — фильму «Шаг к мечте: раз и навсегда» (熱烈), режиссёр Да Пэн (Da Peng) (Китай)

Источники